# Mappa (számítástechnika)

Egy mappaikon

Mappa (angolul folder) alatt az informatikában egy fájlrendszeren belüli entitást értenek, ami fájlokat és almappákat tartalmazhat. Nevezik még könyvtárnak. A DOS idejében elterjedt volt a tartalomjegyzék (directory, catalog) kifejezés is. A könyvtárak fastruktúrát alkotnak: a gyökérkönyvtárnál feljebb nem léphetünk, és onnan mehetünk le a mappák almappáinak az almappáiig, ameddig csak szeretnénk. Unix rendszereken az egész fájlrendszer egyetlen fastruktúrát alkot egyetlen gyökérrel, míg Windows rendszereken minden meghajtóhoz külön gyökérkönyvtár tartozik.
A korai operációs rendszerek (és egyes mai beágyazott rendszerek) nem támogatták a könyvtárak koncepcióját, esetleg csak egyszintű hierarchiát támogattak, tehát a könyvtárakban más könyvtárak nem, csak fájlok lehettek. Az első hierarchikus fájlrendszerek közé a UNIX fájlrendszere tartozott.
Számos operációs rendszer ismeri az aktuális könyvtár, avagy munkakönyvtár fogalmát, ahol a kiadott parancsok végrehajtódnak.
A számítógépet összefogó operációs rendszer is mappákra épül, például Windows esetében egy főkönyvtára van, és ezen kívül a rendszer részeit képezik a felhasználók adatait tároló és a programokat tároló mappák. A dossziékhoz és polcokhoz hasonlítható rendszerrel tehetjük könnyen áttekinthetővé adatainkat, és manapság már számos módon csoportosíthatóak benne a különféle fájlok, például név, létrehozás/módosítás dátuma, fájlkiterjesztés, méret stb. szerint. A mappákat és a benne lévő fájlokat kis ikonok jelzik, amik mind egy-egy típusra utalnak (természetesen DOS esetében csak szöveges megjelenítés volt, és a fájlkiterjesztések alapján kellett tájékozódnunk).

## Mappák a felhőalapú tárolásban
A modern informatikában a mappák nemcsak a helyi számítógépen, hanem a felhőalapú szolgáltatásokban (pl. Google Drive, OneDrive, Dropbox) is fontos szerepet játszanak. Itt a mappák segítenek rendszerezni a dokumentumokat, és gyakran megosztási jogosultságokat is lehet hozzájuk rendelni – például ki nézheti vagy szerkesztheti az adott mappát.

## Jogosultságkezelés
A mappákhoz különféle hozzáférési jogok rendelhetők: olvasás, írás, végrehajtás. Például egy rendszeradminisztrátor beállíthatja, hogy egy adott felhasználó csak megtekinthesse a mappa tartalmát, de ne módosíthassa azt. Ez különösen fontos többfelhasználós rendszerekben vagy hálózatokon.

## Virtuális és szimbolikus mappák
Egyes rendszerekben léteznek virtuális mappák, amelyek valójában nem tartalmaznak adatokat, csak hivatkozásokat (linkeket) más helyeken lévő fájlokra vagy mappákra. Unix/Linux rendszerekben például használhatók szimbolikus linkek, amelyek úgy viselkednek, mintha ott lenne egy fájl vagy mappa, de valójában egy másik helyre mutatnak.

## Indexelés és keresés
Modern operációs rendszerek indexelik a mappák tartalmát, hogy a keresések gyorsabbak legyenek. Ez azt jelenti, hogy a rendszer előre „felkészül” a keresésekre, és nem kell minden fájlt újra átvizsgálnia.

## Mappaformátumok és metaadatok
Egyes speciális alkalmazások (pl. fotókezelők vagy játékok) egyedi mappastruktúrákat használnak, amelyek metaadatokat is tartalmazhatnak – például a képekhez fűzött címkéket, időbélyegeket, vagy játékszintek mentett állapotait.